# Starcza
Starcza – wieś w Polsce położona w województwie śląskim, w powiecie częstochowskim, w gminie Starcza.

## Historia
Wieś znajdowała się na obszarze parafii w Koziegłowach, a 11 listopada 1785 r. włączono ją do parafii w Poczesnej.
W Królestwie Polskim wieś wchodziła w skład dóbr rządowych ekonomii Poczesna, jednej z pięciu w regionie częstochowskim. W 1854 roku miała powierzchnię 1432 mórg.
W latach 1975–1998 miejscowość administracyjnie należała do województwa częstochowskiego.
Miejscowość jest siedzibą gminy Starcza. 

## Parafiarzymskokatolicka
W 1911 roku powstała rzymskokatolicka parafia w Starczy, wydzielona z parafii w Koziegłowach oraz parafii w Poczesnej. Erygowana została przez biskupa włocławskiego Stanisława Zdzitowieckiego. Kościół parafialny wzniesiono w latach 1928-1934.

## Parafiastarokatolicka Mariawitów
15 lutego 1909 roku powstała mariawicka parafia w Starczy. W latach 1907–1908 wzniesiono kościół Matki Boskiej Nieustającej Pomocy.

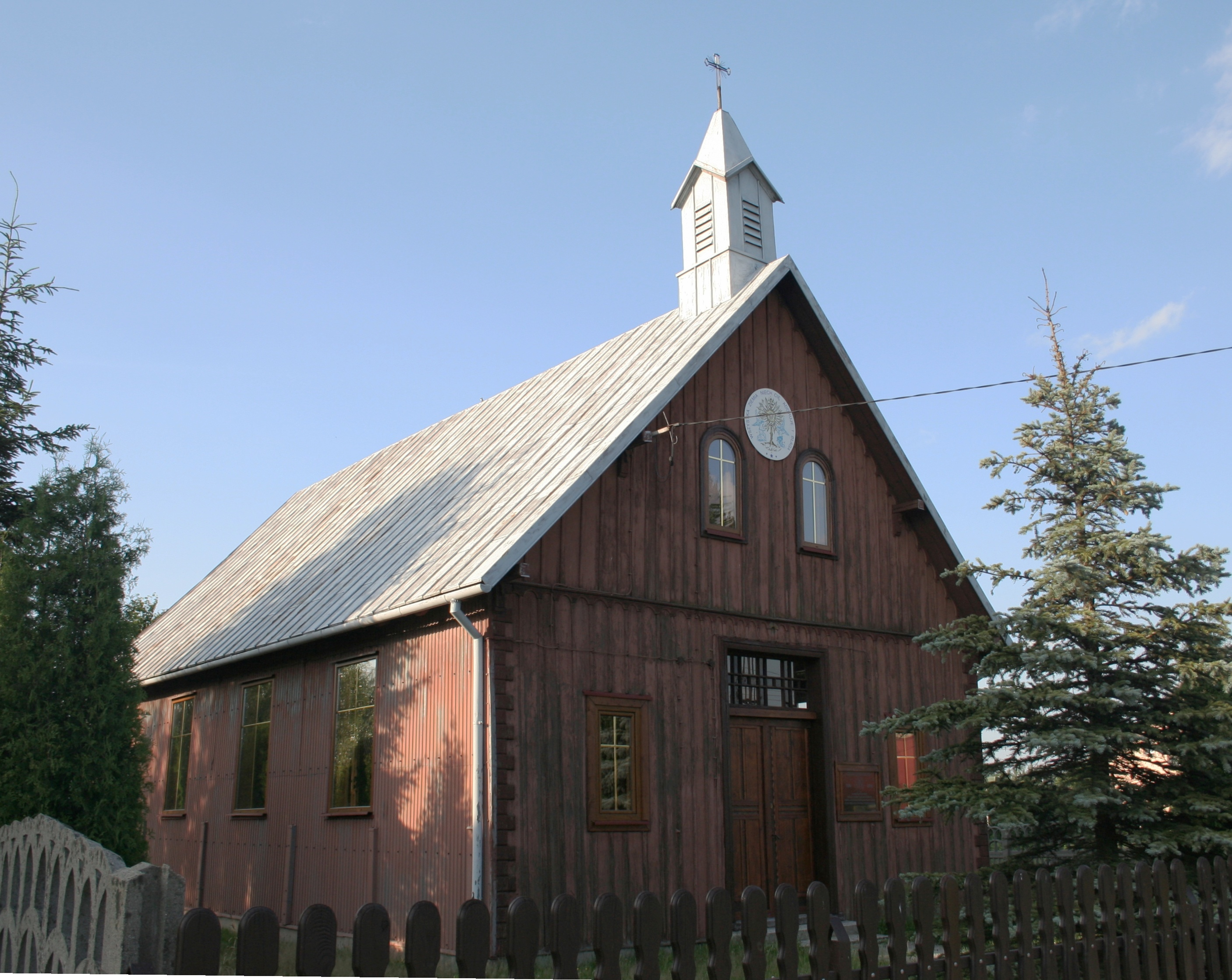
Kościół mariawicki pod wezwaniem Matki Boskiej Nieustającej Pomocy

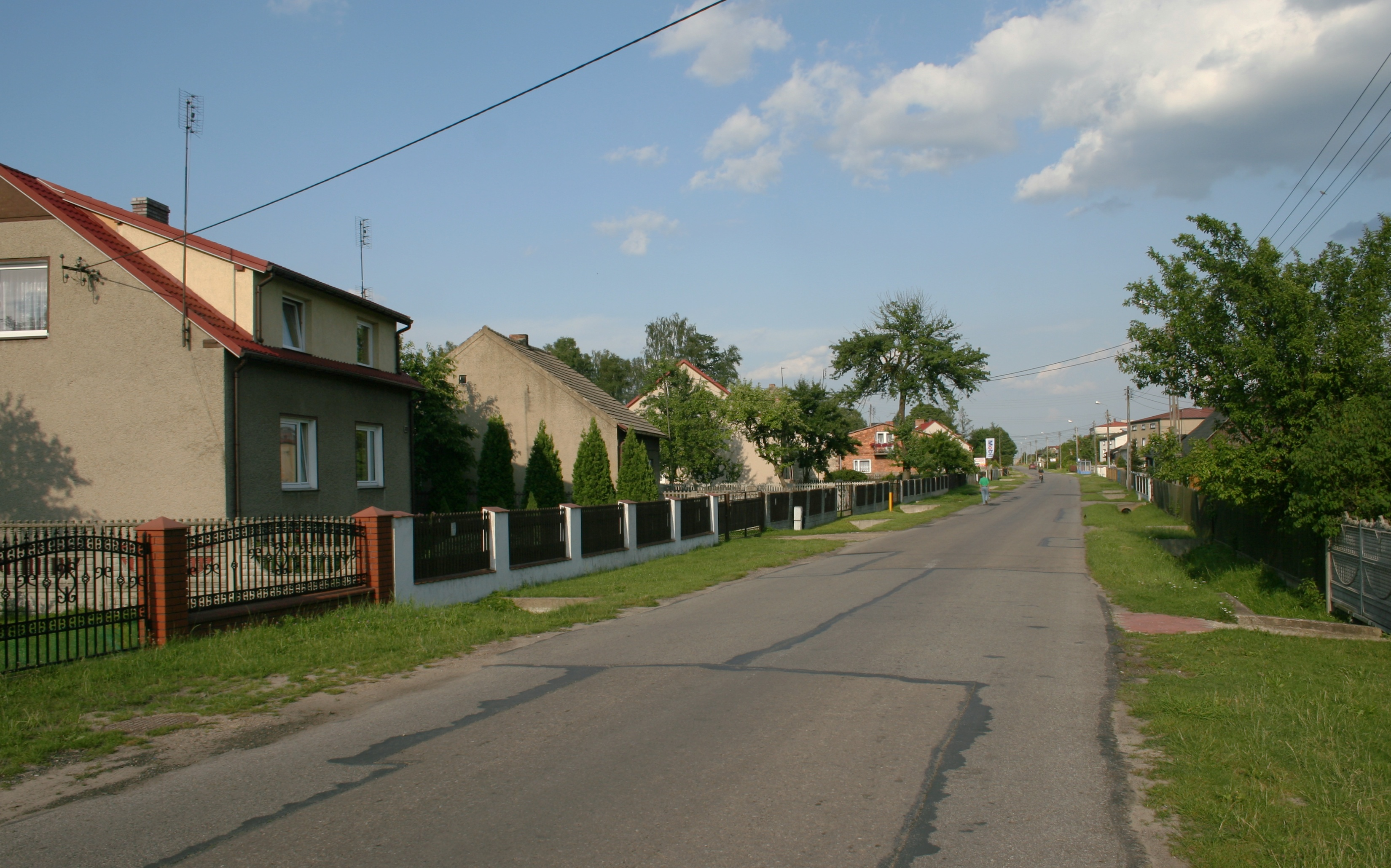
Fragment wsi